# شطاریه
شَطّاریه یک طریقت عرفانی صوفیانه بود که در سده پانزدهم میلادی از ایران سرچشمه گرفت و در هند توسعه یافت و تکمیل و مدون شد. بعدها شعبات فرعی آن نیز به حجاز و اندونزی برده شد. برخلاف سایر صوفیان، شطاریه مفهوم فنا (نابودی نفس) را قبول ندارند. در این مکتب مستی و از خود بی خود شدن و رهایی از دنیا و خودپرستی، لحاظ داشتن صفات شاعرانه پسندیده می‌باشد که به سکر طیفوری معروف است. این مکتب زیر مجموعه مکتب ملامتیان می‌باشد.
شطاریه را طیفوریه نیز می‌نامند چرا که این سلسله به بایزید بسطامی (طیفور بن عیسی) عارف قرن سوم هجری قمری می‌رسد. منتسب است به بایزید بسطامی.
نان شطاریه از واژه شاطر گرفته شده که به معنی «چالاک» است و به کردارهای معنوی اشاره دارد که قرار است به حالت «کمال» بینجامد.
چنان معلوم است که مرکز اصلی این فرقه در جونپور بوده‌است. انتشار طریقه شطاریه در اندونزی در طول قرن دهم و یازدهم هجری قمری از طریقه‌های دیگر صوفیه بیشتر بوده‌است اما پس از آن، این طریقه در آن منطقه از بین می‌رود. این طریقه اکنون در جزایر شرقی هند پیروانی دارد.
شاخه‌ای از شطاریه، طبسیه نامیده شده و منسوب به شیخ محمد عارف طبسی است. طبسیه را گیلکیه نیز می‌نامند. شاخه دیگری از شطاریه، عشقیه نام دارد.
کتاب جواهر خمسه (گوهرهای پنج‌گانه) از نوشته‌های مهم این شطاریه است. جواهر خمسه رساله‌ای در موضوع دعوات، ریاضت‌ها، طرق چله نشستن و مقامات صوفیه. این کتاب اثر محمد غوث گوالیاری از نوادگان فریدالدین عطار نیشابوری است. وی در نیمه دوم قرن دهم هجری قمری در گوالیار هند زاده شد و سپس به گسترش فرقه شطاریه در گجرات پرداخت.
ادریس شاه، در کتاب صوفیان می‌نویسد که فن شطاری یا «چالاکی» از طریقت صوفی نقشبندی سرچشمه گرفته‌است. بسیاری از شطاریان متأخر، به ویژه آنانی که اهل مدینه بودند، به نقشبندیه راه یافتند، و در میان شعبه مظهریه نقشبندیه، شیوخ نیز مجاز شدند که به شطاریه و سایر طرق وارد شوند.
همان‌گونه که از نامش برمی‌آید سرعت «سلوک» در فرقه شطاری پرسرعت‌ترین است. استاد (پیر) با ورود به مسیر شطاری، شاگرد (مرید) را از پایگاه مقام (ایستگاه) شریعت بلند می‌کند و در یک حرکت او را به طریقت ارتقا می‌دهد. سپس، بسته به ظرفیت هر شاگرد، با دقت هدایت می‌شود و در مراحل پیشرفته حقیقت و معرفت پیش می‌رود. شطاریان مدعی هستند که کلید معنا و اسرار قرآن را در دست دارند و دارای علم پنهان «حروف المقطیات» هستند. افشای این علم به صورت علنی ممنوع است زیرا این «امانتی» از علی و محمد است. هرگونه خیانت در امانت و سوء استفاده از این علم، «گناه کبیره» به‌شمار می‌آید.